# Sture Dahlström
Pour les articles homonymes, voir Dahlström.
Sture Dahlström (né le 28 décembre 1922, mort le 5 mai 2001) est un écrivain suédois. Il est aussi musicien de jazz.

## Biographie
Sture Dahlstrom est né en 1922 à Huskvarna dans une famille d'ouvriers. Très jeune il est attiré par la musique et devient musicien de jazz. La musique est au cœur de son roman intitulé Je pense souvent à Louis-Ferdinand Céline
Il remporte le prix Frank Heller en 1988 pour Le Grand Blondino.